# Euclidean Lands
Euclidean Lands est un jeu vidéo de réflexion développé par Miro Straka et édité par kunabi brother, sorti en 2017 sur iOS.

## Système de jeu
Canard PC compare le gameplay du jeu à un mélange entre Monument Valley et Hitman Go. Le joueur doit déplacer un personnage case par case en évitant des ennemis dans des niveaux se présentant sous la forme d'objets impossibles.

## Accueil
- Canard PC : 5/10[1]
- Pocket Gamer : 9/10[2]
- Stuff : 5/5[3]